# Foudia sechellarum
Foudia sechellarum е вид птица от семейство Ploceidae. Видът е почти застрашен от изчезване.

## Разпространение
Видът е разпространен в Сейшелите.